# Fare
Fare, alternativt Fore, är en halländsk sagokung. Han påstås ha gett namn åt byn Faurås och ligga i den så kallade kungshögen i samma by.